# امین معلوف
امین معلوف زاده ۲۵ فوریه ۱۹۴۹ در بیروت، نویسنده لبنانی است. زبان مادری وی عربی است، اما به زبان فرانسه می‌نویسد و آثارش به زبان‌های بسیار ترجمه شده‌است. وی در ۱۹۹۳ جایزه گنکور را برای رمان صخره تانیوس دریافت کرد.

## زندگی
امین معلوف فرزند رشدی معلوف - سیاستمدار و شاعر برجسته دهه شصت - است. پدرش در مجلات الجزیره و صفا کار می‌کرد. امین در لبنان و در دانشگاه فرانسوی سن ژوزف (مدرسه الاباء الیسوعین) تحصیل کرد. کار مطبوعاتی را در ۱۹۷۱ با روزنامه النهار آغاز کرد و تا ۱۹۷۶ به همکاری با این روزنامه ادامه داد. سپس از ۱۹۷۶ تا ۱۹۷۹ در مجله المستقبل قلم زد و در همین سال به پاریس مهاجرت کرد. معلوف پس مدتی کار در سمت سردبیری مجله ژون آفریک (Jeune Afrique) روزنامه‌نگاری را رها کرد و خود را وقف رمان‌نویسی نمود.
نخستین کتابش «جنگ‌های صلیبی از دیدگاه اعراب» (۱۹۸۳) اثری غیر داستانی بود که بر اساس نوشته‌ها، دیده‌ها و گزارش‌های نویسندگان و تاریخ‌نگاران عرب سعی در تحلیل جنگ‌های صلیبی داشت. این کتاب تا آن زمان، دست کم به زبان فرانسه، نخستین کتابی بود که این رویداد تاریخی را بر اساس آرای نویسندگان مسلمان بررسی می‌کرد. معلوف در نگارش این کتاب از مشاهدات جهانگردانی چون ابن اثیر، ابن القلانسی، ابن منقذ و ابن جبیر و مورخانی چون بهاالدین شداد و عمادالدین اصفهانی و ابوالفدا استفاده کرده بود.
دومین کتاب معلوف، لئوی آفریقایی (۱۹۸۶)در قالب رمانی مهیج به شرح زندگانی جهانگردی تقریباً ناشناخته از سده شانزدهم به نام حسن بن محمد وزان مشهور به جیووانی لئو دی مدیجی، معروف به لئوی آفریقایی می‌پرداخت. طی دو سال، سیصد هزار نسخه از این کتاب به فروش رفت و به چندین زبان ترجمه شد.
دومین اثر داستانی معلوف به نام سمرقند در ۱۹۸۸ منتشر شد، داستانی گیرا از سرگذشت دست‌نوشته خیام که در قالب آن دوره‌ای از تاریخ ایران (از ۴۱۱ ق تا ۱۲۹۱ ش) روایت می‌شود. عشق به خیام و رباعیات او بنژامن اُ لوساژ، روزنامه‌نگار و پژوهنده آمریکایی، را به ایران می‌کشاند. او پس از پشت سر گذاشتن حوادث بسیار، سرانجام این دست‌نوشته گرانقدر را به دست آورده و تصمیم دارد تا آن را با خود به آمریکا ببرد. اما تایتانیک، کشتی حامل او و همسرش، غرق شده و با خود صندوقچه طلایی حاوی دست‌نوشته را نیز به اعماق اقیانوس می‌برد.
باغ‌های روشنایی (۱۹۹۱)، چهارمین کتاب معلوف که توانست جایزه خانه انتشارات پاریس را به خود اختصاص دهد، شرح زندگانی مانی است. به گفته معلوف قصد وی از نوشتن این کتاب، که به زندگی و آموزه‌های این پیامبر و نگارگر آشتی‌خواه ایرانی و نقش ستودنی شاپور اول ساسانی در گسترش آیین او می‌پردازد، شرح حالات روحی انسان و عطش او برای آزادی بوده‌است.
نخستین سده پس از بئاتریس (۱۹۹۲) نتوانست بر خلاف آثار پیشین معلوف توجه چندانی برانگیزد و گمنام ماند. گمنامی این اثر یک سال بعد با کتاب صخره تانیوس جبران شد. صخره تانیوس که برنده جایزه گنکور شد، شرح مجاهدت‌های پدر و پسری برای اعاده حیثیت خود است و از خلال ماجرایی روستایی به واقعیت‌های امروز لبنان می‌پردازد.
هفتمین اثر معلوف، بندرهای شرق، رنج‌های لبنان را در قالب زندگی جوانی به نام عصیان روایت می‌کند. اما این کتاب با آثار پیشین معلوف تفاوتی بنیادین دارد؛ این بار شخصیتی تاریخی در مرکز اثر نیست و نویسنده نیز چندان به تاریخ پایبندی نشان نمی‌دهد.
ویژگی برجسته سبک معلوف، مقطع‌نویسی است. در نوشته‌های او هر جمله حیات مستقل دارد، به این شکل که وقتی او می‌تواند-و حتی در برخی موارد باید- جملات را به هم متصل کند، با نقطه از هم جدایشان می‌کند.
امین معلوف از کسانی است که در جایگاه روزنامه‌نگار، در ماجرای انقلاب اسلامی سال ۵۷ روح‌الله خمینی را از پاریس تا تهران همراهی کرد.

## آثار
رمان سرگشتگان ترجمه حمیدرضا مهاجرانی ا نشر روزنه ۱۳۹۷
- جنگ‌های صلیبی از دیدگاه اعراب (۱۹۸۳، ترجمه عبدالرضا مهدوی (۱۳۹۴)
- لئوی آفریقایی (۱۹۸۶) ترجمه قدرت‌الله مهتدی، سروش
- سمرقند (۱۹۸۸) ترجمه محمد قاضی، انتشارات زرین و ترجمه کاظم شیوا رضوی، انتشارات دستان
- باغ‌های روشنایی (۱۹۹۱) ترجمه میترا معصومی، نشر گفتار (ترجمه دیگری توسط ماه منیر مینوی به نام مانی پیامبر صلح و دوستی-انتشارات بهجت- نیز در بازار موجود است)
- نخستین سده پس از بئاتریس (۱۹۹۲)
- صخره تانیوس (۱۹۹۳)، ترجمه شهرنوش پارسی‌پور (۱۳۷۴)
- بندرهای شرق (۱۹۹۶) ترجمه داوود دهقان، انتشارات روزنه
- هویت‌های مرگبار (۱۹۹۸) ترجمه مرتضی ثاقب‌فر، انتشارات ققنوس و ترجمه عبدالحسین نیک گهر، نشر نی
- به نام هویت: خشونت و نیاز به تعلق (۱۹۹۸)
- مانی پیامبر باغهای اشراق، ترجمه دکتر حسین نعیمی، ناشر:نشر ثالث چاپ اول سال ۱۳۸۷
- ادیسه بالتازار (۲۰۰۰)
- ریشه‌ها (۲۰۰۴)
- «دنیای بی سامان»، نشر نی، مترجم عبدالحسین نیک گهر